# メトロノーム (雑誌)
『メトロノーム』(Metronome) は、1881年から1961年にかけて刊行されていたアメリカの音楽雑誌。
この雑誌は、最初期にはマーチングバンド、次いでダンスホールなどの伴奏バンドのミュージシャンたちを主な読者としていたが、スウィング時代以降は、もっぱらジャズ音楽ジャンルの愛好家たちに訴求する内容に焦点をあてるようになっていった。同誌で活躍した特筆すべき書き手としては、共同編集人であったレナード・フェザーとバリー・ウラノフが知られており、マイルス・デイヴィスは彼らについて、ニューヨークでたった2人だけのビバップを理解している白人批評家だと述べている。この雑誌は、1961年に廃刊した。

## メトロノーム・オール・スターズ・バンド
『メトロノーム』誌は、1939年から1961年までの毎年、人気投票を実施して、ジャズの楽器ごとに、その年の最高のミュージシャンが誰だったか読者の意見を集めていた。年によっては、『メトロノーム』誌がオールスターズの楽団を編成して、レコーディングをおこなうこともあり、1939年から1942年、1945年から1950年、1953年、1956年にそれが実現した。
そうした場合、オールスターのグループは2曲を録音することが多く、参加者のほとんど全員が短いソロを取ることが例となっていた。
1940年、『メトロノーム』誌は、ハリー・ジェイムス、ジャック・ティーガーデン、ベニー・カーター、ジェシー・ステイシー、チャーリー・クリスチャン、ジーン・クルーパを含む、9人編成のメトロノーム・オール・スター・ナイン (the Metronome All Star Nine) を組んだ
オース・スターズ・バンドには、「メトロノーム・オール・スター・ナイン」のほか、「メトロノーム・オール・スターズ (Metronome All Stars)」、「メトロノーム・オール・スターズ1956 (Metronome All Stars 1956)」、「ザ・メトロノーム・オール・スターズ (The Metronome All-Stars)」、「メトロノーム・オールスターズ (Metronome Allstars)」といった名称のバリエーションがあった。